# Furkan Doğan
Furkan Doğan (20. říjen 1991, Troy, New York, USA – 31. květen 2010, mezinárodní vody, Středozemní moře) byl americký student tureckého původu, trvale žijící v Turecku, který se stal nejmladší osobou zabitou při zásahu komanda izraelské armády proti konvoji směřujícímu do Pásma Gazy.

## Životopis
Furkan Dogan se narodil tureckým rodičům ve městě Troy ve Spojených státech amerických, a ve věku dvou let se přestěhoval do Turecka, do města Kayseri. Jeho otec zde působil jako profesor na univerzitě. Furkan Dogan studoval na střední technické škole v Kayseri, kde podle ředitele patřil mezi výborné žáky. Měl v plánu studovat lékařství a navštívit své rodiště, New York, v létě roku 2010.

## Konvoj do Gazy a smrt F. Dogana

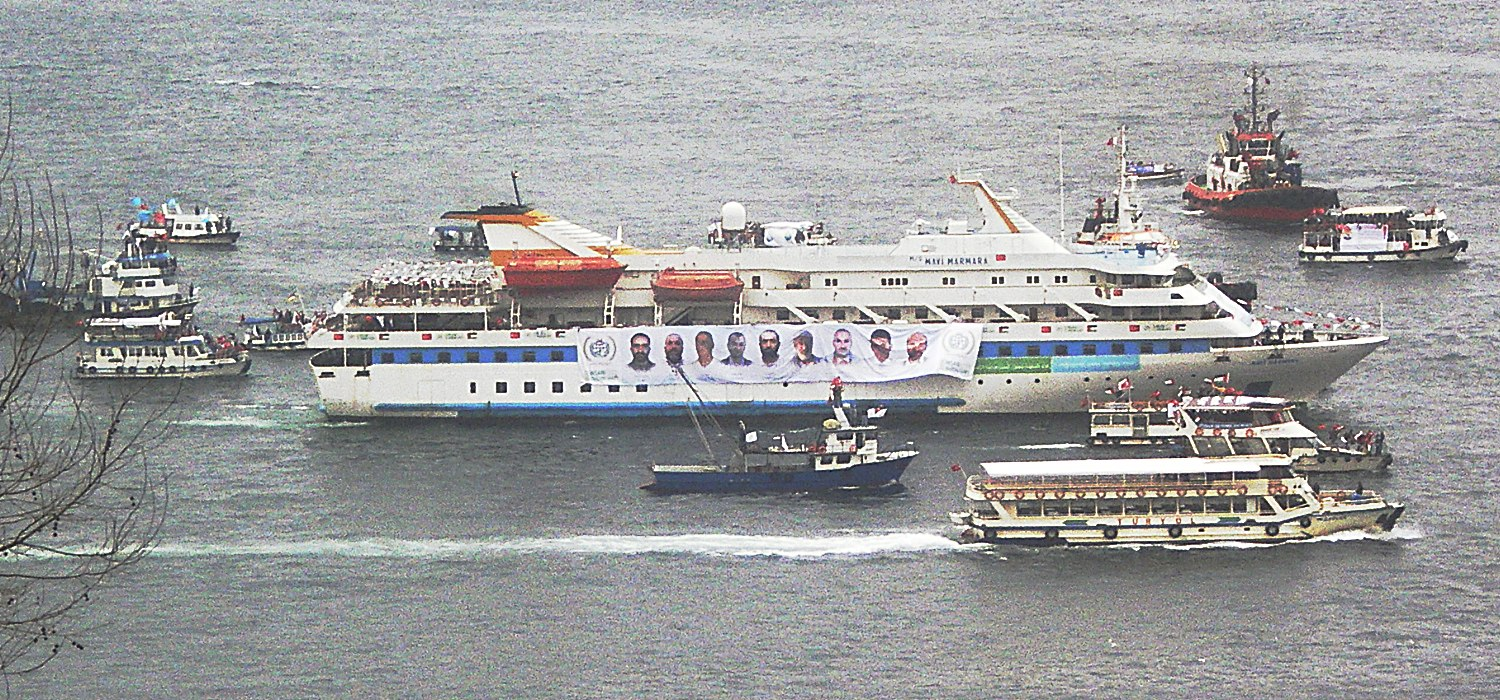
Loď MaviMarmara, místo smrti F. Dogana, po návratu do Istanbulu. Na boku lodi je vidět transparent s portréty obětí, včetně Dogana.

Dogan se příliš nezajímal o politiku. Jako dobrovolník byl v květnu 2010 na palubě lodi MV Mavi Marmara, která byla součástí humanitárního konvoje do pásma Gazy. Při zadržení lodi izraelskou armádou byl zabit. Následná pitva určila jako příčinu smrti pět střelných ran ze vzdálenosti 45 cm. Byl zabit, když natáčel na videokameru vojenský zásah. Zabití amerického občana Furkana Dogana potvrdila médiím i americká ministryně zahraničí Hillary Clintonová. Vyšetřovací komise OSN na základě pitvy Dogana a dalších pěti obětí, a na základě balistických vyšetření uvedla, že oběti byly zabity způsobem podobným hromadné vraždě. Podle dalších médií se jednalo také o usmrcení, protože Dogan byl neozbrojený. Nezávislé kanadské Středisko pro výzkum globalizace (Centre for Research on Globalization) nazvalo zabité Dogana a Corrieovou americkými hrdiny. Furkanův otec, profesor Ahmet Dogan, řekl, že jeho syn byl americký občan a že je zklamán z postoje Spojených států, a proto se snažil dosáhnout toho, aby se zabitím jeho syna zabývaly i americké úřady.